# Caius Caecina Largus
 Caius Caecina Largus  (né à Volaterrae - mort en 57) est un homme politique romain de rang sénatorial du Ier siècle.

## Famille
Il est issu d'une famille patricienne étrusque originaire de Volaterrae.
Il a habité la maison ayant appartenu à Marcus Aemilius Scaurus, contemporain de Cicéron,,, située sur le mont Palatin.

## Carrière
Il est consul en 42 avec le futur empereur Claude pour collègue. Il est également membre pendant 38 ans du collège des Frères Arvales.
Largus est condamné en raison d'une tentative d'assassinat planifiée contre Messaline par Claudius.

### Auteurs modernes
- Rudolf Hanslik, Caecina II, 3. En: Der Kleine Pauly. Bd. 1,p.  990, 1964.

### Auteurs antiques
- Dion Cassius, Histoire romaine, LIX, 17-22; LVIII, 26.
- Flavius Eutropius, Abrégé de l’histoire romaine, Livre VII, 12 et 18.
- Frontin, De Aquaductu urbis Romae, II, 102.
- Pline l'Ancien, Histoire Naturelle, XV, 83.
- Tacite, Annales, VI, 41-48 ; XI, 1-3 et 33-37 ; XII, 4-7.